# Sant Andreu de Mata
Sant Andreu de Mata és una església romànica de Porqueres (Pla de l'Estany) inclosa a l'Inventari del Patrimoni Arquitectònic de Catalunya.

## Descripció
Església parroquial estructurada en una sola nau, amb volta de canó apuntada. L'any 1951 fou reformada, destruint-ne l'absis originari i construint un nou creuer i absis. L'accés a l'interior es realitza per una porta d'arc de mig punt situada a la façana lateral, encarada a migdia. Els seus batents conserven farratges en espiral de la primitiva porta romànica. La façana principal té un tractament massís del conjunt perquè en ella només s'obre una petita finestra, de punt rodó, i el campanar d'espadanya amb coberta a quatre vessants. La coberta de l'edifici és a dues aigües i la corona un llanternó.

## Història
La primera referència a la parròquia és l'any 1019, quan el bisbe Pere Roger de Girona i els comtes de Barcelona Ramon Berenguer I i Ermessenda van donar l'església a la canònica de Girona. Al segle xiv, la jurisdicció de la parròquia de Mata va ser venuda per Pere el Cerimoniós a Pere d'Usall, el seu cambrer. L'any 1579 va ser agregada a Sant Julià de Corts i l'any 1928 en un annex de Corts. El 1965 es va independitzar i es va convertir en parròquia.